# Kunstpædagogik
Kunstpædagogik er undervisning med formålet at øge forståelsen for kunst. Begrebet anvendes ofte i sammenhæng med de oprindelige begreber kunstdannelse og estetisk dannelse.
Kan også være undervisning som benytter kunst og billeder for at øge kundskab og forståelse hos besøgere. Dialog, deltagernes krativitet og tolkninger udgør typiske elementer i læringsprocessen.
| Kunst | Spire Denne artikel om kunst er en spire som bør udbygges. Du er velkommen til at hjælpe Wikipedia ved at udvide den. |